# BV-5024
La BV-5024 és una carretera actualment gestionada per la Generalitat de Catalunya. La B correspon a la demarcació de Barcelona, i la V al seu antic caràcter de veïnal.
Té l'origen en el poble de Premià de Mar, a la carretera N-II, des d'on arrenca cap al nord travessant el sector de ponent de la població, al cap d'un quilòmetre travessa per un pont per damunt de l'autopista C-32 i en 1,5 quilòmetres més arriba al centre del poble de Premià de Dalt.